# Walter Kapps
Walter Kapps, all'anagrafe Walter Serge Virgile Kapps (Costantinopoli, 13 settembre 1907 – XIII arrondissement di Parigi, 1º febbraio 1975) è stato un regista francese.
Uno dei suoi film più famosi, Mademoiselle de Paris del 1955 è stato proiettato al Festival internazionale del cinema di San Sebastián del 1955.

## Filmografia

### Cinema
- Un bout d'essai, co-regia di E.G. de Meyst - cortometraggio (1934)
- Les Gaietés du palace (1936)
- Pantins d'amour (1937)
- Cas de conscience (1939)
- Vie privée (1942)
- Mahlia la métisse (1943)
- Studio en folies - cortometraggio (1947)
- Plume la poule (1947)
- Une aventure de Polop - cortometraggio (1947)
- Mademoiselle de Paris (1955)
- Paris clandestin (1957)
- Minorenni bruciate (Détournement de mineures) (1959)
- Amour, autocar et boîtes de nuit (1960)

### Televisione
- Soirs de Paris - film TV (1961)